# Damien veut changer le monde
Damien veut changer le monde è un film del 2019 diretto da Xavier de Choudens.

## Trama
Damien vive in un complesso residenziale della periferia di Parigi. Lui e sua sorella sono cresciuti con dei genitori che sono ferventi attivisti per i diritti umani. Vent'anni dopo, mentre lavora in una scuola, un ragazzino di nome Bahzad è sotto la sua sorveglianza in attesa che sua madre venga a prenderlo. Damien, che ha recuperato un indirizzo che crede essere la casa del bambino, lo raggiunge e decide di accompagnarlo a casa. Ma l'indirizzo si rivela essere quello di una stazione di polizia da cui il ragazzo cerca di fuggire. Catturato ancora una volta da Damien, spiega che lui e sua madre, Selma, sono senza documenti e temono di essere presto deportati. Quando Selma si unisce a loro, Damien le chiede come può aiutarli. Pochi giorni dopo, su suggerimento di Selma, Damien accetta finalmente di dichiarare ufficialmente di essere il padre di Bahzad. La sua impresa sta facendo il giro del quartiere e tutte le madri senza documenti della zona vogliono lo stesso destino per i loro figli. Sostenuto dal padre, che aveva perso il suo dinamismo militante con la morte della moglie, Damien costituì allora, con la complicità della sorella, di un avvocato, e dei suoi amici, un'associazione di uomini pronti a riconoscere tutti i bambini senza documenti del quartiere, consapevoli che stavano infrangendo la legge.